# سمك مقاتل سيامي
سمك الفايتر أو السمك المقاتل أو بيتا سيامي (باللاتينية: Betta splendens)، (بالإنجليزية: Bettaسمك الفايتر).

## العائلة
Belontiida

## الموطن
بلاد تايلند وسنغافورة وكمبوديا ولاوس وبلد المنشأ سيام وسكان هذه البلاد يستخدمون الفايتر في المراهنة والمقامرة عليه مثل مصارعة الديوك الهندي.

## الوصف
يوجد ألوان كثيرة ومتنوعة لا حصر لها لهذه السمكة مع وجود عدة أشكال لزعانفها مثل الكراون تيل والتون تيل.
وهو من الأسماك الرئوية التي تتنفس من الهواء الجوي مباشرةً مع العلم أن لديها خياشيم.

## الحجم
يبلغ طول السمكة 2.5 بوصة أي حوالي 6 سم أو 7 سم لذلك هو لايحتاج إلى أحواض كبيرة للتربية، ويتراوح عمر هذه السمكة بين سنتان وثلاث سنوات.

## السلوك
تعتبر سمكة جماعية وهادئة ومسالمة، وأحيانا تكون زعانفها هدفاً سهلاً لبعض الأنواع الأخرى.
وحيث أن الذكور تحارب بعضها البعض حتى الموت يكفي ذكر واحد

## التغذية
أكل اللحوم، وكل أنواع الأطعمة ذات البروتين حية أوجافّة الحبيبات والرقائق، ويحتاج إلى غذاء يحتوي على نسبة عالية من البروتين. مثل القشور أو الروبيان (الجمبري) إضافة إلى الديدان.
ويأكل الصغار في بادئ الأمر بيض الروبيان (الجمبرى) المجهز (ارتيميا)
ويفضل وضع السمكة في حوض أكبر من 30 لتر بحيث يكون فيه نباتات وغطاء.

## اعداد الحوض
مياه عذبة ويكون الحوض مزروع من النباتات بشكل كثيف.

## درجة الحرارة
ليس له متطلبات معينة ولكن يُنصح بدرجة حرارة بين 21 - 28 درجة مئوية.

## درجة القسوة
5 - 25

## الحموضة
5.0 - 8.8

## الإضاءة
ضعيفة

## مستوى السباحة
جميع مستويات الحوض ومعظم أوقاته في أعلى الحوض

## مستوى العناية
سهلة

## التفريخ
بيوض (إخراج البيض بالعصر)

## العمر
تعيش سمكة البيتا حوالي 10 سنوات، إلا أن أغلبية هذه الأسماك تموت حين تبلغ عمر 3 سنوات، وذلك بسبب العناية السيئة أو قلّة المعرفة بسلوكاتها

## التكاثر
يوضع الذكر في حوض طوله 40 سنتيمتر تقريبا
وتكون مياه قديمة لأنه يعيش في المياه الضحلة والمستنقعات
وبعد ذلك يبدأ الذكر بعمل عش من فقاعات الهواء بقطر6 سنتيمتر
وبعد انتهاء بناء العش قم بإنزال الأنثى المكتظة بالبيض
وبعد محاولات يقوم الذكر في الالتفاف حول الأنثى ويقوم بتعصيرها
لإنزال البيض ويقوم بتلقيحه في نفس الوقت وتستمر هذه العملية
حوالى 3 ساعات
ثم اخرج الأنثى بحذر حتى لاتأكل البيض أو يقتلها الذكر
ويقوم الذكر بجمع البيض المتساقط ووضعه في العش وبعد يومان تقريبا يفقس البيض

## شرح التكاثر
يجب وضع الذكر والانثى البالغين في حوضين متقاربين مع تغذيتهم بتشكيلة من الاطعمة ومن ضمنها الاطعمة الحية لمدة لا تقل عن 15 يوم. بعد ملاحظة جهوزية الانثى وامتلاء بطنها بالبيض يتم نقل الذكر إلى حوض اخر فيه ماء نظيف ارتفاعه لا يزيد عن 15 سم وفيه نباتات طافية أو قطعة من الفلين مع أماكن مناسبة تصلح لاختباء الانثى. نترك الذكر يبني العش من الفقاعات في الحوض لمدة يوم إلى ثلاثة أيام. بعد انتهاء الذكر من بناء العش نضع الانثى في حوض قريب من حوض التفريخ فاذا قام الزوج بالسباحة بالقرب من بعضهم نقوم بوضع الانثى في حوض التفريخ بهدوء منعاً من تهدم العش الفقاعي.
يسبح الزوج على شكل دائرة وقد يكون الذكر عدوانياً نحو الانثى وبعدها يلتف حولها ويقوم بعصرها لانزال البيض. بعد الانتهاء من انزال جميع البيض نرى الانثى تختبئ من الذكر ويقوم الذكر بنقل البيض من أسفل الحوض إلى العش الفقاعي ولا يهتم بالانثى. نقوم بإخراج الانثى من حوض التفريخ ونترك الذكر مع البيض. يقوم الذكر برعاية البيض ويفقس البيض بعد يوم ويستطيع الصغار السباحة بعد 3 أيام. بعد أن يستطيع الصغار السباحة يجب إخراج الذكر من حوض التفريخ وترك الصغار وحدهم.
يتغذى الصغار على الانفيزوريا والروبيان حديث الفقس. يجب تغطية حوض الصغار ومنع زيادة ارتفاع الماء عن 15 سم لضمان نمو سليم للصغار.

## أسماك ومخلوقات تتوافق بشكل كلي
رغم أن كثيرين يعتقدون أن هذه السمكة لا يمكن إلا أن تكون وحدها لأنها سوف «تقتل» أي شيء على قيد الحياة في الحوض. في الواقع، هناك الكثير من الأنواع من الأسماك والمخلوقات التي يمكن أن تتعايش معها بنجاح.
القاعدة العامة هي أن هذه السمكة تستطيع أن تعيش مع أي شيء طالما انه:
1. غير ملونة أو يشابه
2. ان لا تكون الأسماك المشاركة من محبى نقر الزعانف
3. ان يكون حجم الحوض مناسب
4. ان تتشابه الأسماك المشاركة طبيعة الماء من درجة الحرارة وغيرها من الامور

ما إذا توفرت لدينا هذه الاربعة شروط فسيكون بإمكاننا وضع سمكة مع الأسماك الآخرى وذلك حسب التقسيم الآتي
- قزم ضفدع إفريقيا

هناك فرصة ضئيلة لحدوث قتال، والضفادع قزم الأفريقية تنتج القليل من النفايات مما يعني أن ليس لديك ما يدعو للقلق النترات / النتريت / الأمونيا. والمشكلة الوحيدة هي إطعامهم.
- حلزون

يمكنها أنت تتعايش مع الفايتر وذلك لوجود درع حماية طبيعي يمكن ان يحميها من نقرات الفايتر
- كوريدوراس كات فيش

هذه الأسماك من اسماك القاع والفايتر من اسماك السطح فمن النادر ما تكون هناك أية مواجهات بينها وهي اسماك مسالمة ولكن يجب مراعاة حجم الحوض حيث يكون 10 جالون أو أكثر
- لوتش شبوطيات الشكل

هي كسابقتها من أسماك القاع ولكن يشترط ان يكون حجم الحوض كبير وهي في الغالب اسماك مسالمة جداً وينصح باقتناء هذه الأنواع وبهذه الإحجام
ثعبان كولي (4"),
Dwarf loach (2.5"),
سمك لوتش التيارات الرابية (3"), and
بوتيا سترياتا (4")
- Otocinclus[الإنجليزية]

أيضاً مثل السمكتان أعلى ولكن هناك صعوبة بعض الشي في تربيتها بحيث انه أغلب هذه الأسماك يتم احضارها من البئية الطبيعية لها ليتم تربيتها في الأحواض وهي حساسة لهذا التغيير المناخي
- ويت كلود مونتان

تشبه اسماك النيون تيترا في الحجم واللون ولكنها أكثر سلاما منها، وهي سمكة متوافقة كلياً مع الفايتر وممتازة للمبتدئين

## أسماك ومخلوقات نسبة التوافق ضئيلة
الأسماك المذكورة هنا هي مناسبة للعيش مع الفايتر من دون أية مشاكل ولكن ينبغي أن تكون الأولوية الثانية للأسماك المذكورة أعلاه.
- نيون تيترا نيون تترا

هي تعيش في ظروف وبيئة مشابهة لسمكة الفايتر من انخفاض الرقم الهيدروجيني، درجة الحرارة، والمياه الغازية ولكن زهو الوانها قد يحفز عدوانية سمكة الفايتر، ولكن سرعة هذه السمكة في السباحة قد يساعدها على عدم الوقوع في تصادم أو مناوشات من قبل الفايتر ويجب أن يكون الحوض مزروعاً لكي توفر لها أماكن كثيرة للأختباء
- سمكة الزبال Plecostomus[الإنجليزية]

من الأسماك الآكلة للطحالب والمشكوك فيها والسبب الوحيد للشك هو انه في الغالب يتم احتفاظ سمكة الفايتر في احواض صغيرة وهذه النوع من الأسماك قد يصل طولها إلى 30 سانتيمتر ولكن بالإمكان ان نضع مع الفايتر سمكة زبال بحجم صغير
- Feeder/Wild guppies[الإنجليزية]

سمكة ممكن ان تتعايش مع الفايتر لكن عيبها انها سريعة المرض وتنقل الأمراض لسمكة الفايتر
- راسبورا

تتمع بما يتمتع به النيون تيترا من توافق وسرعة للهروب ولكن يمتاز على النيون بأنه أكثر سلمياً وابهت الواناً

## أسماك مشكوك فيها
الأسماك المذكورة قد تم بنجاح الاحتفاظ بها مع الفايتر ولكن لا ينصح
- جوبي

لا ينصح بوضعه مع الفايتر وذلك لزعانفة الطويلة وألوانه الزاهية وإذا اراد ان يضع المربي هذه السمكة مع الفايتر ستكون الإناث هي الخيار الأفضل له ويجب أن يوفر المربي مخابئ كثيرة لتوفير أقصى درجات الهروب
- سمكة البلاتي سمكة بلاتي

أيضاً لها نفس شروط سمكة الجوبي أعلاه وقد تصبح عدوانية وتنقر في زعانف سمكة الفايتر
- أسماك المولي Mollies[الإنجليزية]

فهي تحتاج طبيعة مياه مغايرة تماما عن متطلبات سمكة الفايتر علاوة على ذلك انه بعض اسماك المولي قد تصبح عدوانية وخصوصاً في الأحواض الصغيرة مما يسبب الإذاء لسمكة الفايتر وينصح عدم وضع المولي ذو الزاعنف الطويلة لنه قد يظن الفايتر انه أحد الخصوم وبالتالي تقع الاصتدامات
سوردتيل
ان ذيول سمكة السوردتيل تزيد من عدوانية الفايتر

## أسماك ومخلوفات التي لن تتوافق بشكل كلي
الأسماك الواردة هنا لا ينبغي حتى عبر عقلك ان تضعها مع الفايتر
- أسماك السيكلد بلطية

جميع أنواع اسماك السيكلد لا يمكن وضعها مع الفايتر وذلك ليس بسبب عدوانية هذه السمكة وانه سمكة الفايتر ستكون وجبة دسمة للسكلد بل أيضا ذلك لارتفاع درجة الحموضة وعسر الماء التي يتطلبها السيكلد بينما الفايتر يحب الاستمتاع بالماء اللينة مع انخفاض الرقم الهيدروجيني.
- سمك ذهبي

يعتقد أكثر الناس وضع السمكة الذهبية مع الفايتر فكرة عظيمة الا انه في الواقع لا يمكن ذلك لنه السمكة الذهبية من اسماك الماء البارد على عكس اسماك الفايتر التي تحب المياه الدافئة وانه سمكة الذهبية تعد من أكثر الأسماك افرازاً للفضلات فهي تحتاج إلى مرشح ماء قوي (فلتر) وهذا يزعج الفايتر بحيث انه سمكة الفايتر تحب المياه الراكده
- تايجر بارب

من أسوء الخيارات بأن تضع هذه السمكة في حوض مع سمكة الفايتر فهذه السمكة محبة لأكل الزاعنف وتساعدها سرعتها في ذلك مما يصعب على سمكة الفايتر الدفاع عن نفسها
- جورامية

و هي من الأسماك الرئوية كما الفايتر ولكن من الخيارات الخاطئة ان يتم وضعها معاً لأنهم تقريبا من نفس الأسرة والقاعدة تقول لا يمكن جمع ذكران فايتر في حوض واحد
- Chinese algae eaters[الإنجليزية]

هي غير محبب وجودها في الأحواض ليس لسمكة الفايتر فحسب بل لجميع الأسماك وذلك لأنها لن تكتفي بأكل الطحالب الموجود في الحوض فحسب بل ستقوم بأكل جوانب الأسماك
- ذكر آخر من سمكة الفايتر في نفس الحوض Betta[الإنجليزية]سمك الفايتر

أيضاً لا يمكن إطلاقاً جمع ذكرين في حوض واحد الا بوجود حاجز والا ستفقد احدهم ولكن يمكنك وضع مجموعة اناث مع بعض